# 1000 произведений, с которыми стоит ознакомиться, прежде чем вы умрёте
«1000 произведений, с которыми стоит ознакомиться, прежде чем вы умрёте» (1000 Recordings to Hear Before You Die) — музыкальный справочник, написанный Томом Муном и опубликованный в 2008 году.

## Синопсис
Справочник состоит из перечня музыкальных записей, в основном альбомов (а также некоторого количества синглов), расположенных в алфавитном порядке по исполнителям или композиторам. Каждая запись в списке сопровождается кратким эссе, за которым следует классификация жанров, выбор Муном «ключевых треков» из альбомов, следующая рекомендуемая запись того же исполнителя или композитора и указатели на записи в списке других исполнителей, которые похожи или иным образом связаны.
Мун также включает постскриптум «Еще 108 записей, о которых нужно знать».
Мун был музыкальным критиком в The Philadelphia Inquirer в течение 20 лет и сотрудничал с Rolling Stone, Blender и другими изданиями.

## Жанры и содержание
Рок-записи доминируют в списке, который также включает в себя широкий спектр классики, джаза, блюза, фолка, кантри, R&B, электроники, хип-хопа, госпела, оперы, мюзиклов, поп-музыки, вокала и этники . В отличие от другой популярной музыкальной энциклопедии, 1001 альбом, который вы должны услышать, прежде чем умереть, Moon позволяет себе включать альбомы, которые могут содержать неоригинальный материал, например, сборники, подборки лучших хитов, записи бродвейских музыкальных исполнителей и саундтреки.